# هوش مصنوعی در استخدام
هوش مصنوعی (AI) در استخدام (به انگلیسی: Artificial intelligence (AI) in hiring) شامل استفاده از فناوری برای خودکارسازی جنبه‌های فرایند استخدام است. پیشرفت‌های هوش مصنوعی، مانند ظهور یادگیری ماشینی و رشد داده‌های بزرگ، این امکان را فراهم می‌کند که از هوش مصنوعی برای استخدام، غربالگری و پیش‌بینی موفقیت افراد استفاده شود. طرفداران هوش مصنوعی در استخدام ادعا می‌کنند که این هوش مصنوعی تعصب را کاهش می‌دهد، به یافتن نامزدهای واجد شرایط کمک می‌کند و زمان کارکنان منابع انسانی را برای کارهای دیگر آزاد می‌کند، در حالی که مخالفان نگران هستند که هوش مصنوعی نابرابری‌ها را در محل کار تداوم بخشد و مشاغل را حذف کند.

## زمینه
هوش مصنوعی از زمانی که این واژه در اواسط دهه ۱۹۵۰ ابداع شد، مورد توجه محققان بوده‌است. محققان چهار شکل اصلی از هوش را شناسایی کرده‌اند که هوش مصنوعی برای جایگزینی واقعی انسان‌ها در محیط کار باید داشته باشد: مکانیکی، تحلیلی، شهودی و همدلی. اتوماسیون یک پیشرفت قابل پیش‌بینی را دنبال می‌کند که در آن ابتدا می‌تواند وظایف مکانیکی، سپس وظایف تحلیلی، سپس وظایف شهودی و در نهایت وظایف مبتنی بر همدلی را جایگزین کند. با این حال، اتوماسیون کامل تنها نتیجه پیشرفت‌های هوش مصنوعی نیست. در عوض، انسان‌ها ممکن است در کنار ماشین‌ها کار کنند و کارایی هر دو را افزایش دهند. در زمینه استخدام، این بدان معناست که هوش مصنوعی قبلاً جایگزین بسیاری از وظایف اساسی منابع انسانی در استخدام و غربالگری شده‌است، در حالی که زمان را برای کارکنان منابع انسانی برای انجام سایر کارهای خلاقانه‌تر که هنوز نمی‌توان آنها را خودکار کرد یا خودکار کردن آنها از نظر مالی منطقی نیست، آزاد می‌کند. . همچنین به این معنی است که نوع مشاغلی که شرکت‌ها استخدام می‌کنند و شکل استخدام همچنان تغییر می‌کند زیرا مجموعه مهارت‌هایی که ارزشمندترین تغییر هستند.
منابع انسانی به عنوان یکی از ده صنعتی شناخته شده‌است که تأثیر بیشتری از هوش مصنوعی داشته‌است. برای شرکت‌ها رایج شده‌است که از هوش مصنوعی برای خودکارسازی جنبه‌های فرایند استخدام خود استفاده کنند. صنایع مهمان‌نوازی، مالی و فناوری، هوش مصنوعی را تا حد قابل توجهی در فرایند استخدام خود گنجانده‌اند.
منابع انسانی اساساً صنعتی است که مبتنی بر پیش‌بینی است. متخصصان منابع انسانی باید پیش‌بینی کنند که چه افرادی کاندیدای مناسب برای یک شغل خواهند بود، کدام استراتژی‌های بازاریابی آن افراد را وادار به درخواست می‌کند، کدام متقاضیان بهترین کارمندان را ایجاد می‌کنند، چه نوع پاداشی باعث می‌شود آنها یک پیشنهاد را بپذیرند، چه چیزی برای حفظ یک کارمند نیاز است. چه کارمندانی که باید ارتقاء یابند، از جمله آنچه کارکنان یک شرکت نیاز دارند. هوش مصنوعی به ویژه در پیش‌بینی ماهر است زیرا می‌تواند حجم عظیمی از داده‌ها را تجزیه و تحلیل کند. این امر هوش مصنوعی را قادر می‌سازد تا بینش‌هایی را که بسیاری از انسان‌ها از دست می‌دهند ایجاد کند و بین نقاط داده به ظاهر نامرتبط ارتباط پیدا کند. این برای یک شرکت ارزش ایجاد می‌کند و استفاده از هوش مصنوعی را برای خودکارسازی یا افزایش بسیاری از وظایف منابع انسانی مفید کرده‌است.

## استفاده

### غربالگرها
غربالگرها تست‌هایی هستند که به شرکت‌ها اجازه می‌دهند از میان یک مجموعه بزرگ متقاضی غربال کنند و متقاضیانی را که دارای ویژگی‌های مطلوب هستند استخراج کنند. شرکت‌ها معمولاً از طریق استفاده از پرسشنامه‌ها، آزمون‌های کدگذاری، مصاحبه‌ها و تجزیه و تحلیل رزومه بررسی می‌کنند. هوش مصنوعی در حال حاضر نقش مهمی در فرایند غربالگری ایفا می‌کند. رزومه‌ها را می‌توان با استفاده از هوش مصنوعی برای ویژگی‌های مطلوب، مانند مقدار معینی از تجربه کاری یا مدرک مرتبط، تجزیه و تحلیل کرد. مصاحبه‌ها را می‌توان به متقاضیانی که رزومه آنها حاوی این ویژگی‌ها است، تعمیم داد.
اینکه چه عواملی برای غربالگری متقاضیان مورد استفاده قرار می‌گیرد، دغدغه اخلاق مداران و فعالان حقوق مدنی است. غربالگری که از افرادی حمایت می‌کند که دارای ویژگی‌های مشابه با افرادی هستند که قبلاً در یک شرکت کار می‌کردند، ممکن است نابرابری‌ها را تداوم بخشد. برای مثال، اگر شرکتی که عمدتاً سفیدپوست و مرد است از داده‌های کارمندان خود برای آموزش غربالگر خود استفاده کند، ممکن است به‌طور تصادفی یک فرایند غربالگری ایجاد کند که به نفع متقاضیان سفیدپوست مرد باشد. اتوماسیون غربالگرها همچنین پتانسیل کاهش سوگیری‌ها را دارد. تعصبات علیه متقاضیان با نام‌های آمریکایی آفریقایی‌تبار در مطالعات متعدد نشان داده شده‌است. یک غربالگر هوش مصنوعی این پتانسیل را دارد که سوگیری و خطای انسانی را در فرایند استخدام محدود کند و به متقاضیان بیشتری اجازه دهد تا موفق شوند.

### استخدام
استخدام شامل شناسایی متقاضیان بالقوه و بازاریابی موقعیت‌ها است. هوش مصنوعی معمولاً در فرایند استخدام استفاده می‌شود زیرا می‌تواند به افزایش تعداد متقاضیان واجد شرایط برای موقعیت‌ها کمک کند. شرکت‌ها می‌توانند از هوش مصنوعی برای هدف قرار دادن بازاریابی خود برای متقاضیانی استفاده کنند که احتمالاً برای یک موقعیت مناسب هستند. این اغلب شامل استفاده از ابزارهای تبلیغاتی سایت‌های رسانه‌های اجتماعی است که بر هوش مصنوعی متکی هستند. فیس بوک به تبلیغ کنندگان اجازه می‌دهد تا تبلیغات را بر اساس جمعیت‌شناسی، موقعیت مکانی، علایق، رفتار و ارتباطات هدف قرار دهند. فیس‌بوک همچنین به شرکت‌ها اجازه می‌دهد تا مخاطبان «شبیه» را هدف قرار دهند، یعنی شرکت مجموعه‌ای از داده‌ها را به فیس‌بوک ارائه می‌کند، معمولاً کارمندان فعلی شرکت، و فیس‌بوک تبلیغات را برای پروفایل‌هایی هدف قرار می‌دهد که مشابه پروفایل‌های موجود در داده‌ها هستند. علاوه بر این، سایت‌های شغلی مانند Indeed, Glassdoor و ZipRecruiter فهرست‌های شغلی را برای متقاضیانی هدف قرار می‌دهند که دارای ویژگی‌های خاصی هستند که کارفرمایان به دنبال آن هستند. تبلیغات هدفمند مزایای زیادی برای شرکت‌هایی دارد که سعی در جذب نیرو دارند، از جمله استفاده کارآمدتر از منابع، دستیابی به مخاطب مورد نظر و تقویت متقاضیان واجد شرایط ایجاد کرده‌است. این کمک کرده‌است که آن را به یک ستون اصلی در استخدام مدرن تبدیل کند.البته مهم است این مورد را که کارمندی که استخدام میشود خود نیز توانایی کار با هوش مصنوعی را داشته باشد به عنوان مثال نوشتن نامه اداری با کمک هوش مصنوعی میتواند در کنار استفاده از نرم افزار های اتوماسیون اداری عملکرد کارمند را افزایش دهد.
https://businesssoftware.ir/blog/post/1731/نوشتن-نامه-اداری-با-هوش-مصنوعی
1. ↑  Tambe, Prasanna; Cappelli, Peter; Yakubovich, Valery (August 2019). "Artificial Intelligence in Human Resources Management: Challenges and a Path Forward". California Management Review. 61 (4): 15–42. doi:10.1177/0008125619867910. ISSN 0008-1256.
2. ↑  Engster, Frank; Moore, Phoebe V (2020-02-29). "The search for (artificial) intelligence, in capitalism". Capital & Class. 44 (2): 201–218. doi:10.1177/0309816820902055. ISSN 0309-8168.
3. 1 2  Huang, Ming-Hui; Rust, Roland T. (2018-02-05). "Artificial Intelligence in Service". Journal of Service Research. 21 (2): 155–172. doi:10.1177/1094670517752459. ISSN 1094-6705.
4. ↑  Caner, Salih; Bhatti, Feyza (2020-09-12). "A Conceptual Framework on Defining Businesses Strategy for Artificial Intelligence". Contemporary Management Research. 16 (3): 175–206. doi:10.7903/cmr.19970. ISSN 1813-5498.
5. 1 2  Mashelkar, R. A. (2018-07-08). "Exponential Technology, Industry 4.0 and Future of Jobs in India". Review of Market Integration. 10 (2): 138–157. doi:10.1177/0974929218774408. ISSN 0974-9292.
6. ↑  Torres, Edwin N.; Mejia, Cynthia (2017-02-01). "Asynchronous video interviews in the hospitality industry: Considerations for virtual employee selection". International Journal of Hospitality Management (به انگلیسی). 61: 4–13. doi:10.1016/j.ijhm.2016.10.012. ISSN 0278-4319.
7. 1 2 3 4  Agrawal, Ajay; Gans, Joshua; Goldfarb, Avi (June 2018). "Economic Policy for Artificial Intelligence". Cambridge, MA. doi:10.3386/w24690. {{cite journal}}: Cite journal requires |journal= (help)
8. ↑  Rodgers (2019). "Race in the Labor Market: The Role of Equal Employment Opportunity and Other Policies". RSF: The Russell Sage Foundation Journal of the Social Sciences. 5 (5): 198. doi:10.7758/rsf.2019.5.5.10. ISSN 2377-8253.
9. ↑  Reynolds, Tania; Zhu, Luke; Aquino, Karl; Strejcek, Brendan (2020-07-02). "Dual pathways to bias: Evaluators' ideology and ressentiment independently predict racial discrimination in hiring contexts". Journal of Applied Psychology. doi:10.1037/apl0000804. ISSN 1939-1854. PMID 32614205.
10. 1 2  "Big Data", Artificial Intelligence and Big Data, Hoboken, NJ, USA: John Wiley & Sons, Inc.: 75–82, 2018-02-16, doi:10.1002/9781119426653.app1, ISBN 978-1-119-42665-3
11. ↑  Ipdaya (2025/04/09). «اموزش نوشتن نامه اداری با هوش مصنوعی توسط سایت ایده آل پردازش دایا». https://businesssoftware.ir/blog/post/1731/نوشتن-نامه-اداری-با-هوش-مصنوعی. دریافت‌شده در 2025/04/09. تاریخ وارد شده در |تاریخ بازبینی=،|تاریخ= را بررسی کنید (کمک); پیوند خارجی در |وبگاه= وجود دارد (کمک)